# Dyschoriste gracilicaulis
Dyschoriste gracilicaulis är en akantusväxtart som först beskrevs av Raymond Benoist, och fick sitt nu gällande namn av Raymond Benoist. Dyschoriste gracilicaulis ingår i släktet Dyschoriste och familjen akantusväxter. Inga underarter finns listade i Catalogue of Life.